# Карцево (Дмитровский городской округ)
Карцево — деревня в Дмитровском районе Московской области, в составе сельского поселения Якотское. Население — 6 чел. (2010). До 1939 года — центр Карцевского сельсовета. В 1994—2006 годах Карцево входило в состав Слободищевского сельского округа.

## Расположение
Деревня расположена в северо-восточной части района, недалеко от границы с Сергиево-Посадским, примерно в 20 км к северо-востоку от Дмитрова, высота центра над уровнем моря 152 м. Ближайшие населённые пункты — Акулово на юго-западе, Гора на юге и Колотилово на юго-востоке.

## Население
| 2002 | 2006 | 2010 |
| ---- | ---- | ---- |
| 9    | ↘4   | ↗6   |